# Minakshi

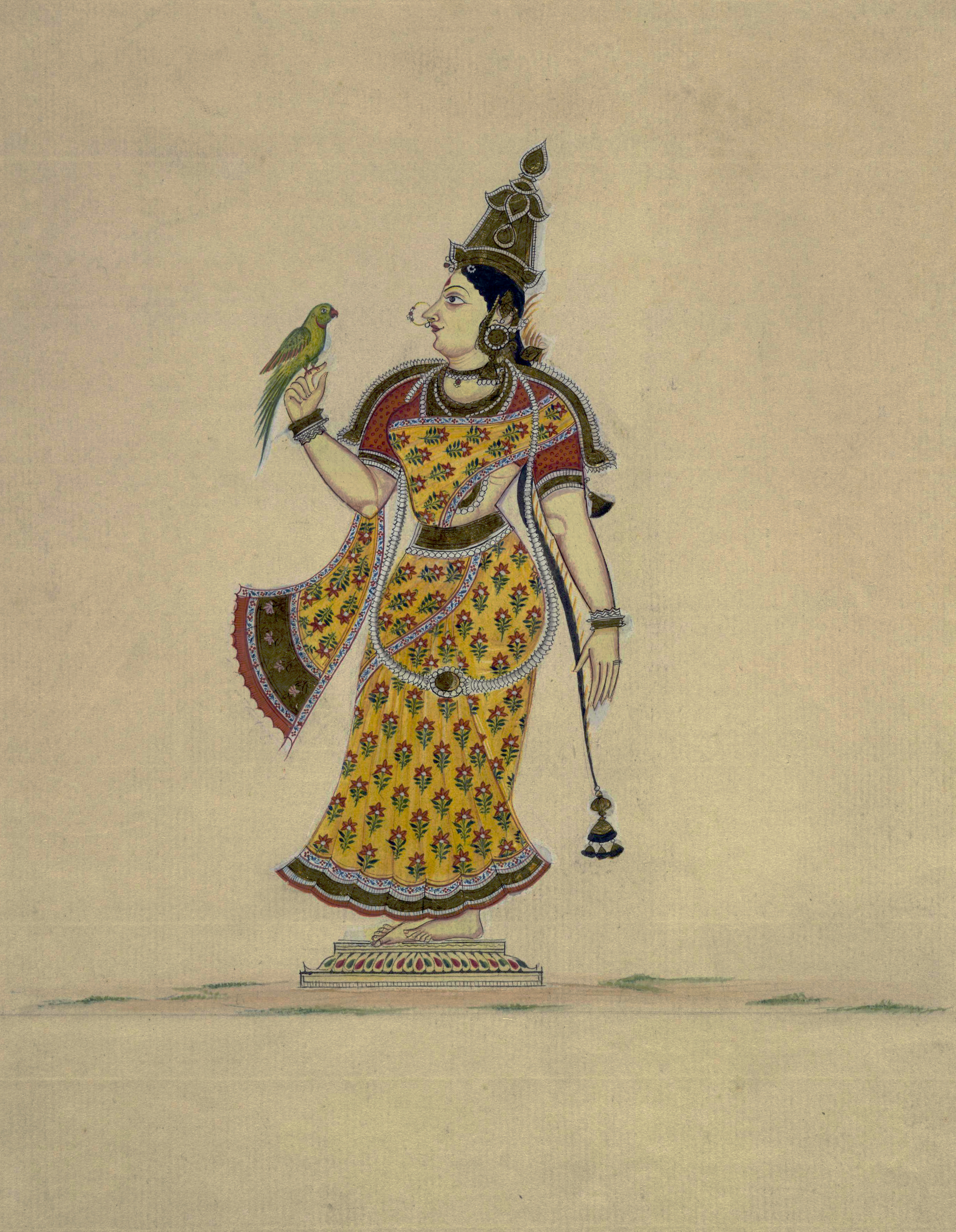
Pintura de la diosa Minakshi/Meenakshi.

Minakshi o Meenakshi es un Avatar de la diosa hindú Parvati, y consorte de Shiva, la cual es venerada principalmente en el sur de India. También es una de las pocas deidades femeninas hindúes en tener un templo mayor dedicada a ella, el conocido Templo de Meenakshi Amman en Madurai, Tamil Nadu. Es considerada como una forma de diosa Mathangi, la cual es una de las Dasa Mahavidyas.